# K2
K2 (baltsky Čhogori, v angl. přepisu Chogori; česky Čchokori; urdsky کے ٹو, transliterováno Ke tū, nebo Lambá Pahár; čínsky 乔戈里峰, oficiální přepis Qogir; pinyin Qiáogēlǐ Fēng, český přepis Čchiao-ke-li feng), známá též pod anglickým názvem Mount Godwin-Austen, je nejvyšší hora pohoří Karákóram v Asii, nejvyšší hora Pákistánu a druhá nejvyšší hora světa. Nachází se na hranici mezi pákistánskou částí Kašmíru a čínskou autonomní oblastí Sin-ťiang. Dosahuje výšky 8611 m nad mořem.

## Název
Původ „domácího“ jména Čhogori (odkud je odvozeno čínské Qogir a další tvary) není zcela jasný, pravděpodobně jde ale o umělý výtvor západních cestovatelů ze dvou slov místního jazyka balti: čhogo = velký a ri = hora, tedy „Velká hora“.
Ve světě se ovšem více vžil ještě umělejší název K2, který hora získala během britských zeměpisných průzkumů v 19. století. Tehdy expedice zkoumající tuto oblast přidělila zdejším nejvyšším vrcholkům Karákóramu po řadě označení K1 až K5. Expedici vedl Henry Haversham Godwin-Austen, jméno K2 dal hoře kapitán T. G. Montgomerie. Zatímco ostatní z těchto vrcholů byly později přejmenovány (K1 je Mašerbrum, K3 až K5 jsou vrcholy masivu Gašerbrum), název „K2“ se udržel, možná i díky tomu, že náhodou označuje 2. nejvyšší horu světa.  
Po veliteli zmíněné expedice má hora své další jméno, Mount Godwin-Austen. To se příliš nevžilo, i když na mapách se jako varianta běžně objevuje. Urdské Lambá Pahár znamená Vysoká hora, ale i v urdštině se spíše ujalo pojmenování کے ٹو (Ke tū), což je jen urdský fonetický přepis anglického K two [kej tú] (tedy česky Ká dva).

## Historie

### První pokusy o zlezení
K2 drží jeden statistický primát mezi všemi 14 osmitisícovkami – odehrálo se zde nejvíce nezdařených pokusů o výstup na vrchol. Přestože je K2 o 237 metrů nižší než Mount Everest, její relativní převýšení od úpatí na vrchol je větší. Navíc jsou její svahy mnohem strmější a obtížnější, a vzhledem k poloze podstatně dále na severu a hlouběji ve vnitrozemí zde panuje i drsnější klima.
První horolezecké průzkumy na úbočí K2 vedl koncem 19. století baron Conway, ale první vážný pokus o zlezení hory podnikla teprve roku 1902 šestičlenná mezinárodní výprava pod vedením Oscara Eckensteina, jíž se účastnil také Aleister Crowley. Během pěti útoků dosáhli nadmořské výšky 6 525 metrů; ve větším úspěchu jim zabránilo nepříznivé počasí, nedostatečná výbava a vysokohorská nemoc, s níž tehdy měli horolezci jen málo zkušeností. Další expedice proběhla roku 1909 pod vedením italského prince Ludvíka Amadea, známého jako vévoda abruzzský – nepřekonali výškový rekord svých předchůdců, ale objevili jihovýchodní hranu (nazvanou později Abruzziho pilíř), která se do budoucna ukázala jako nejschůdnější (tzv. klasická) cesta na vrchol. Vévoda ovšem ve své době usoudil, že K2 je nezdolatelná, a po dalších skoro třicet let se sem nikdo další nevypravil.
Teprve koncem 30. let se této výzvy chopili Američané a první americkou výpravu sem roku 1938 přivedl Charles Houston. S využitím cesty po Abruzziho pilíři se dostali až do výšky okolo 8 000 metrů, ale pak je nedostatek zásob a hrozba zhoršení počasí donutily k návratu. Hned dalšího roku vedl další americký pokus Fritz Wiessner, dostali se do výšky cca 8 400 metrů, ale expedice skončila tragédií, když čtyřčlenné vrcholové družstvo vysoko na hoře zahynulo.
Houston se na K2 vrátil roku 1953, kdy proběhly dva úspěšné prvovýstupy na jiné dvě osmitisícovky, Nanga Parbat a zejména Mount Everest. Sedmičlenná americká výprava ale takové štěstí neměla, neboť desetidenní bouře a onemocnění jednoho člena je donutily obrátit se ve výšce 7 800 metrů. Na sestupu se pak celá skupina málem zřítila a od jisté smrti je zachránil jen Pete Schoening, kterému se podařilo zaseknout cepín.

### Prvovýstup a další výstupy
První úspěšný výstup na K2 se odehrál teprve 31. července 1954, kdy na vrcholu stanuli dva členové italské expedice pod vedením Ardita Desia – Achille Compagnoni a Lino Lacedelli. Na tomto výkonu leží stín rivality a sporu mezi Compagnonim a dalším členem výpravy Walterem Bonattim. Ten obvinil Compagnoniho, že svévolně přemístil nejvyšší tábor, aby mu zabránil také vystoupit na vrchol. V důsledku toho musel Bonatti s nosičem Amirem Mehdim nouzově přenocovat bez stanu ve výšce 8100 metrů, za což Mehdi zaplatil omrzlými prsty na nohou. Po návratu se italský horolezecký svaz postavil za Compagnoniho, aby na italském prvenství na K2 neulpěl žádný škraloup. Teprve po 50 letech Lacedelli v pamětech přiznal, že Bonattiho verze událostí byla pravdivá.
Na další úspěšný pokus se čekalo plných 23 let – 8. srpna 1977 pokořilo vrchol sedm členů japonské expedice. První ženou na K2 se stala polská horolezkyně Wanda Rutkiewiczová v roce 1986 (bez kyslíkového přístroje).
Do srpna 2008 zdolalo vrchol K2 305 horolezců (mezi nimi 11 žen), nejméně 76 lezců zde naproti tomu zemřelo (35 na sestupu z vrcholu). Do roku 2020 na vrchol vystoupilo 450 lidí a 80 dalších při pokusu o výstup zahynulo. Nejvíce obětí v historii výstupů na K2 si hora vybrala roku 1986, kdy zde zahynulo celkem 13 horolezců. V roce 2008 zde během série nehod při jediném výstupu zemřelo 11 horolezců.
Prvním člověkem, který zdolal K2 dvakrát, se stal český horolezec Josef Rakoncaj (1983 a 1986). Po něm se to doposud podařilo pouze španělskému horolezci Juanitovi Oiarzabalovi (1994 a 2003) a Šerpovi Jangbu (2000 a 2001 s kyslíkovým přístrojem). Josef Rakoncaj se spolulezcem Agostinem da Polenzou také v roce 1983 přežili nejvyšší bivak v historii K2 (a jeden z nejvyšších vůbec), když po dosažení vrcholu hory museli přenocovat jen 50 metrů pod ním.
Dlouho odolávající výzvou zůstával ještě zimní výstup na K2 – jelikož se hora nachází mnohem blíže centrální Asii než Everest a další himálajské vrcholy, zimy jsou zde daleko studenější a delší. První dva (neúspěšné) pokusy o zimní výstup na K2 provedli Poláci klasickou cestou v letech 1987/1988 a 2003/2004 a další v roce 2018. V roce 2021 se o zimní výstup pokoušela šedesátka horolezců v expedici zvané Seven Summit Treks. Expedice byla úspěšná a poprvé v historii se podařilo horolezcům během zimy vylézt na horu K2. Povedlo se to skupině deseti nepálských horolezců.

## Lezecké cesty na K2

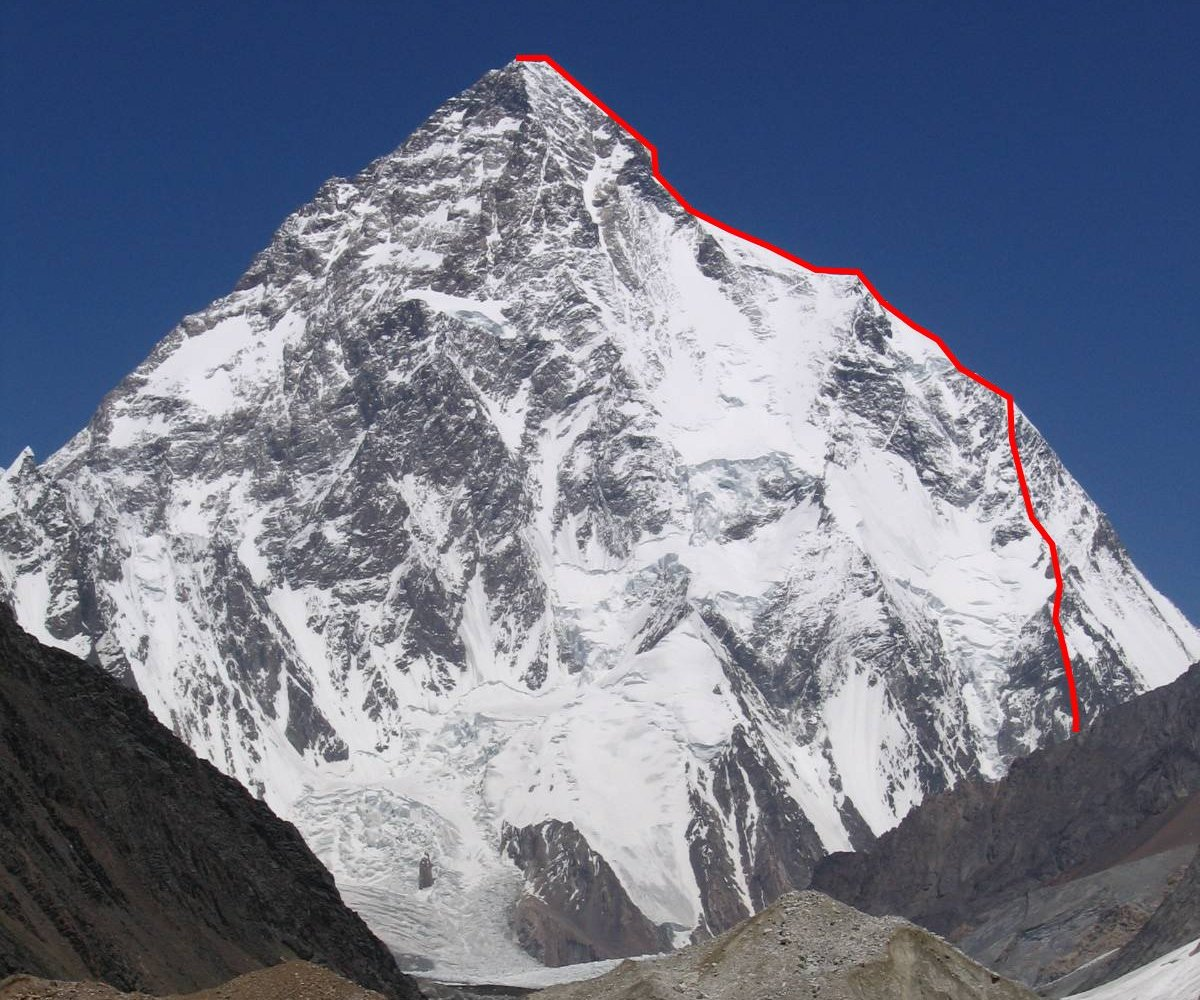
Cesta Abruzziho pilířem

Na K2 dnes vede 10 tras, z nichž většina nebyla pro svou obtížnost opakována.
- 1954 – Abruzziho pilíř. Klasický a nejfrekventovanější výstup na K2 vede JV pilířem. Pojmenován byl po Luigi Amadeovi vévodovi Abruzzském, který se jako první (s bratry Brochelerovými) pokusil touto cestou prostoupit v roce 1909. Dosáhl tehdy asi 6200m. Následovaly tři neúspěšné americké výpravy v letech 1938, 1939 a 1953. Reálnou šanci dosáhnout vrcholu měl Fritz Wiessner roku 1939, dosáhl tehdy v dobrém čase a za pěkného počasí 8400 m, ale sestoupil na naléhání Šerpy Pasanga Dava-lamy, který ho doprovázel. První výstup se podařil Italům roku 1954 (viz výše). Celkově strmý výstup překonává v 7700m obtížnou skalní stěnu nazývanou Černá pyramida, výše v 8200m navazuje nejnebezpečnější část – sněhový kuloár Butylka pod převislou ledovou stěnou (zde došlo k velkému neštěstí v roce 2008).
- 1978 – SV hřeben. Tímto hřebenem se pokoušela vystoupit už úplně první expedice na K2 – mezinárodní výprava v roce 1902. Dosáhla tehdy 6600 m. Téměř úspěšná byla o tři čtvrtě století později polská výprava, která pronikla až 200 metrů pod vrchol. V roce 1978 jejich linii použili Američané, kteří však v 8000 m přetraverzovali V stěnou do klasické cesty. Na vrchol vystoupili Lou Reichardt a James Wickwire, o den později je následovali John Roskelley a Rick Ridgeway (Reichardt a Roskelley bez kyslíkových přístrojů). Tento výstup plný sněhových převisů nebyl nikdy opakován. Technicky se přitom jedná o nejsnazší cestu.
- 1981 – Z hřeben. Trasu Z hřebenem zkoušeli zlézt Američané roku 1975 a Britové roku 1978. Obtížný skalní hřeben nakonec zlezla japonsko-pákistánská expedice (na vrchol vystoupili Japonec Eiho Ohtani a Pákistánec Nasir Sabir). Jejich výstup zopakovala malá americká výprava v roce 1993 (Dan Mazur a Jonathan Pratt) bez kyslíku a v roce 1997 znovu Japonci expedičním způsobem.
- 1982 – S pilíř. Japonská expedice získala povolení pro výstup na K2 z Číny a otevřela novou cestu impozantním S pilířem. Bez kyslíkových přístrojů dosáhlo celkem sedm horolezců vrcholu hory. Jejich výstup byl zopakován následující rok italskou expedicí (a J. Rakoncajem), poté ještě Američany (1990), Španěly (1994), Poláky a Rusy (1996) a Kazachy (2007). Až na jednu výjimku všechny tyto výstupy bez kyslíku.
- 1986 – J stěna. Tadeusz Piotrowski a Jerzy Kukuczka z Polska zlezli velmi nebezpečnou jižní stěnu K2 alpským stylem. Piotrowski se zabil při sestupu klasickou cestou. Jejich výstup nebyl nikdy zopakován.

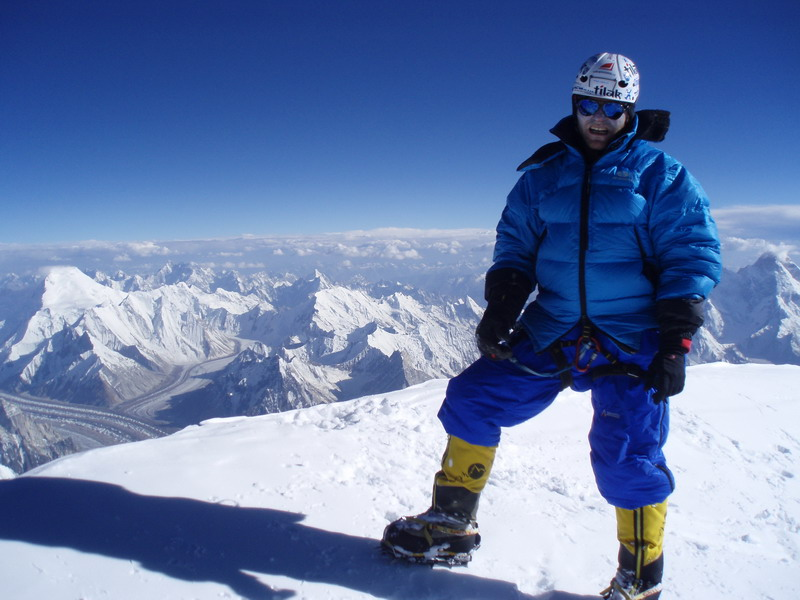
Vrcholový snímek, Libor Uher

- 1986 – Magic Line. Magickou linií je nazýván jihozápadní hřeben hory. První zdařilý výstup provedli opět Poláci Przemyslaw Piasecki, Wojciech Wroz a Slovák Peter Božík. Wroz se zabil pádem při sestupu klasickou cestou. Jediný, kdo výstup zopakoval, byl Španěl Jordi Corominas roku 2004. Oba výstupy bez kyslíkových přístrojů.
- 1990 – Japonská expedice otevřela dlouhou trasu napříč SZ stěnou z Číny. Dva horolezci vystoupili na vrchol. Japonci se během výstupu nečekaně „srazili“ s Poláky lezoucími ilegálně do SZ stěny přes sedlo Savoia z Pákistánu. Poláci poté výstup vzdali.
- 1991 – Francouzi Pierre Beghin a Christophe Profit patřící mezi horolezeckou elitu své doby, vystoupili přes sedlo Savoia do japonské trasy SZ stěnou a zlezli K2 alpským stylem. Toho roku byli navíc jediní, kdo na hoře uspěl.
- 1994 – Česenův pilíř. Jedná se o pilíř protínající jižní stěnu. Pokoušel se o něj Angličan Doug Scott roku 1983 a Slovinec Tomo Česen roku 1986. Česen prostoupil celý pilíř do 8100 metrů, kde se napojuje na klasickou cestu. Odtud sestoupil. Jeho výstup dokončili až k vrcholu hory Španělé v roce 1994. Později tuto trasu zopakovalo několik dalších výprav. Jedná se o nejbezpečnější trasu na K2.
- 2007 – Z stěna. Devět ruských horolezců otevřelo několikrát zkoušenou cestu západní stěnou. Expedičním způsobem, ale bez kyslíkových přístrojů otevřeli technicky nejobtížnější trasu na K2.
- 2018 – Pokus polské expedice o zimní prvovýstup. Děnis Urubko a Adam Bielecki museli výstup přerušit kvůli účasti na záchranné akci na hoře Nanga Parbat. Po návratu na K2 se Urubko pokusil o samostatný výstup bez souhlasu zbytku výpravy. Dosáhl výšky přibližně 7600 m n. m. Jeho chování se stalo terčem ostré kritiky.
- 2021 – Nepálským horolezcům se podařilo poprvé v historii zdolat horu v zimě.[4]

## Výstupy českých horolezců

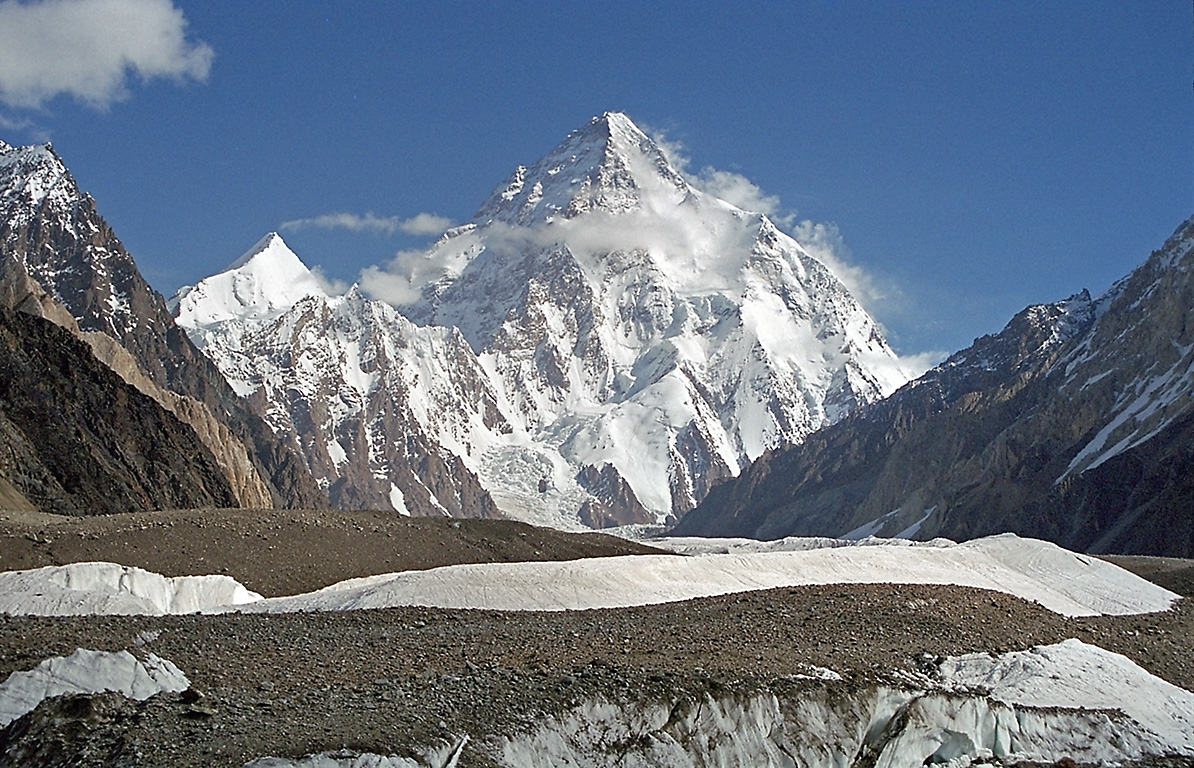
K2, pohled od ledovce Baltoro

- 31. července 1983 – Josef Rakoncaj – výstup severním pilířem, bez kyslíkového přístroje
- 5. července 1986 – Josef Rakoncaj – Abruzziho hřeben, bez kyslíkového přístroje
- 20. července 2007 – Libor Uher – Česenův pilíř (Baskická cesta, JJV pilíř),[5][6] bez kyslíkového přístroje
- 1. srpna 2012 – Pavel Bém – Abruzziho hřeben, bez kyslíkového přístroje
- 26. července 2014 – Radek Jaroš a Jan Trávníček – Abruzziho hřeben, bez kyslíkového přístroje[7]
- 25. července 2019 – Klára Kolouchová – Abruzziho hřeben,[8] s kyslíkovým přístrojem, expedičním způsobem. První Češka na K2.